# Arapaho jezik
Arapaho jezik (arapahski Hinono'eitiit; arrapahoe; ISO 639-3: arp), jezik Arapaho Indijanaca koji se danas govori na rezervatu Wind River u Wyomingu i u Oklahomi. 
Arapaho pripada porodici alonkijskih jezika i najsrodniji je s gros ventre i izumrlim nawathinehena. Pismo: latinica. Postojalo je barem 5 pleemenskih Arapaho skupina koje sugovorile il ijoš govore njegovim dijelaktima ili posebnim jezicima, to su bili: haʔanahawunena, besawunena, nawathinehena (izumrli jezik), arapaho i gros ventre (atsina; jezik).
Južni Arapaho (Nawathinehena) prihvatili su sjeverni arapaho jezik, tako da je njihov poznat samo iz riječnika kojeg je sakupio A. L. Kroeber među Južnim Arapahima 1899.

## Vanjske poveznice
- Ethnologue (14th)
- Ethnologue (15th)